# ヨハン・カール・ウルリッヒ・ベール
ヨハン・カール・ウルリッヒ・ベール（Johann Karl Ulrich Bähr、1801年8月18日  - 1869年9月29日）はドイツの画家である。ドレスデンの美術学校(後のドレスデン美術大学)で教え、文学者のルートヴィヒ・ティークの芸術家サークルの一員として活動した。

## 略歴
現在のリトアニアのリガの商人の家に生まれた。父親の反対を受けたが、画家になる道に進み、1824年にドレスデンの美術学校に入学した。美術学校ではアルテ・マイスター絵画館の館長でもあったヨハン・フリードリヒ・マテイに学んだ。1825年にはパリに移り、風景画家のジャン＝ヴィクトール・ベルタンに学んだ。パリでジャン＝バティスト・カミーユ・コローと知り合い、コローと1826年までローマに旅した。1927年から1929年にもローマに旅し、デンマークの彫刻家、ベルテル・トルバルセンやチロル出身の風景画家、ヨーゼフ・アントン・コッホと知り合った。

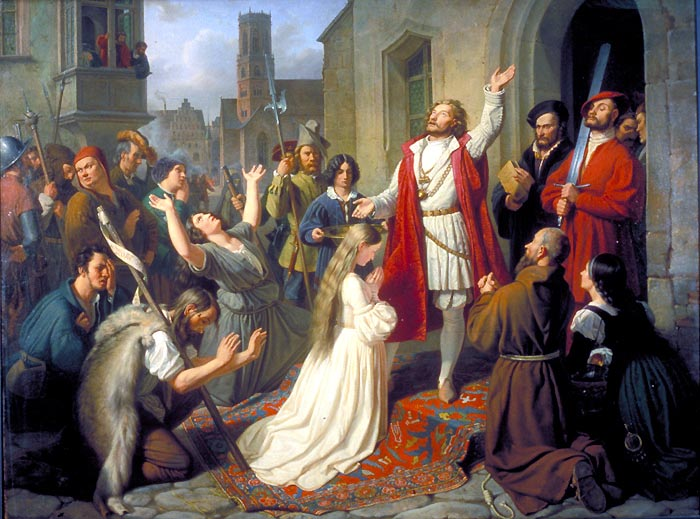
婦人に説教するヤン・ファン・ライデン

肖像画家として働き始め、1832年にドレスデンに定住し、歴史画も描いた。1929年に画商の娘と結婚したが、妻は早く亡った後の1832年に再びローマに移った。この時にはペーター・フォン・コルネリウスやオラース・ヴェルネと知り合い彼らから影響を受けた。リガで働いた後、1836年にドレスデンに落ち着き、1840年から美術学校で教え始め、1846年に教授に任じられた。
ドレスデンでは文学者のルートヴィヒ・ティークを中心とする芸術家のサークルに加わり、詩人のユリウス・モーゼンらの友人となった。
ドレスデンで亡くなった。
孫に文学者のマンフレート・キューバ―(Manfred Kyber:1880-1933)や化学者のアルトゥル・ハンチュがいる。

## 作品

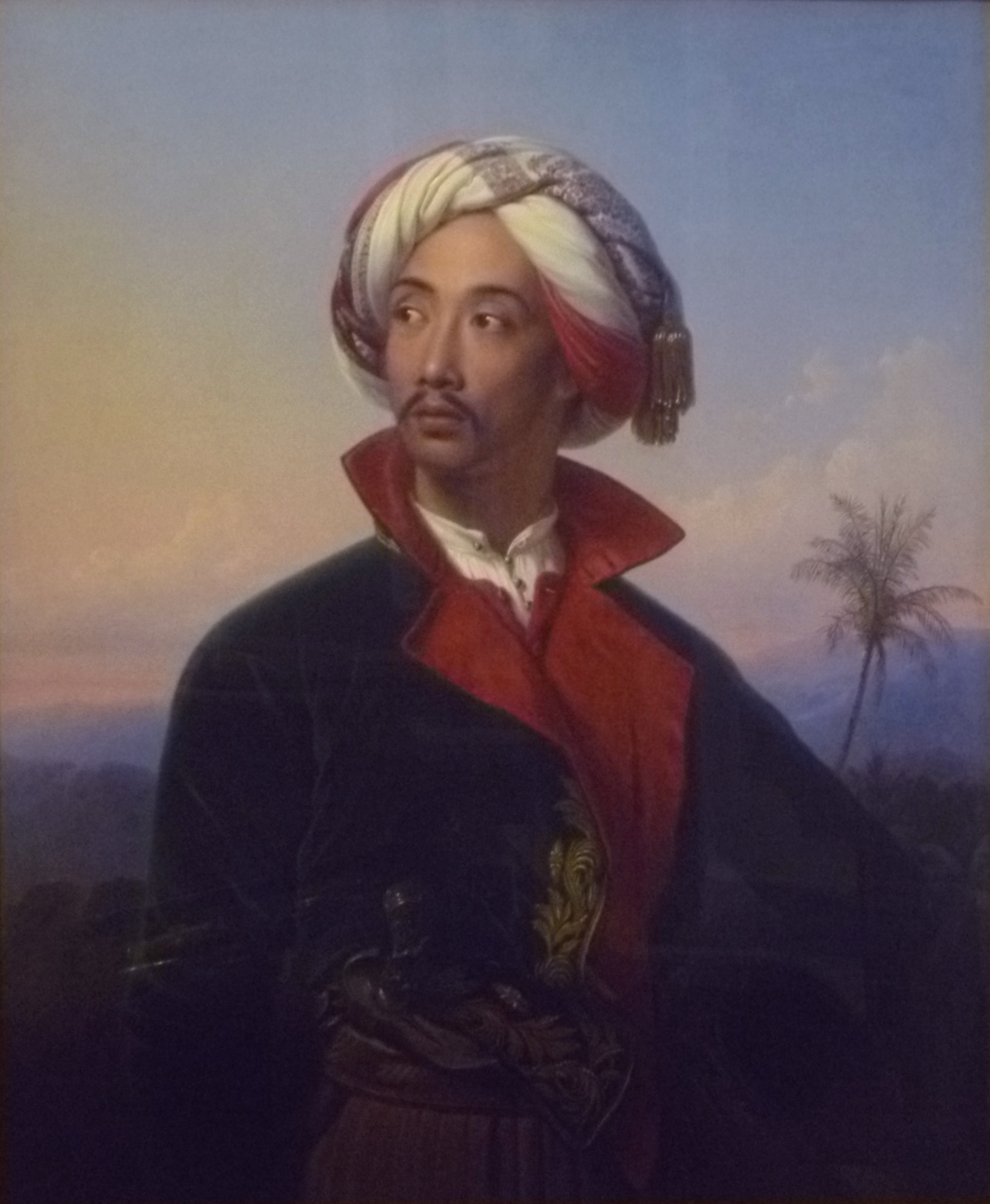
ラデン・サレー-ジャワ出身の画家
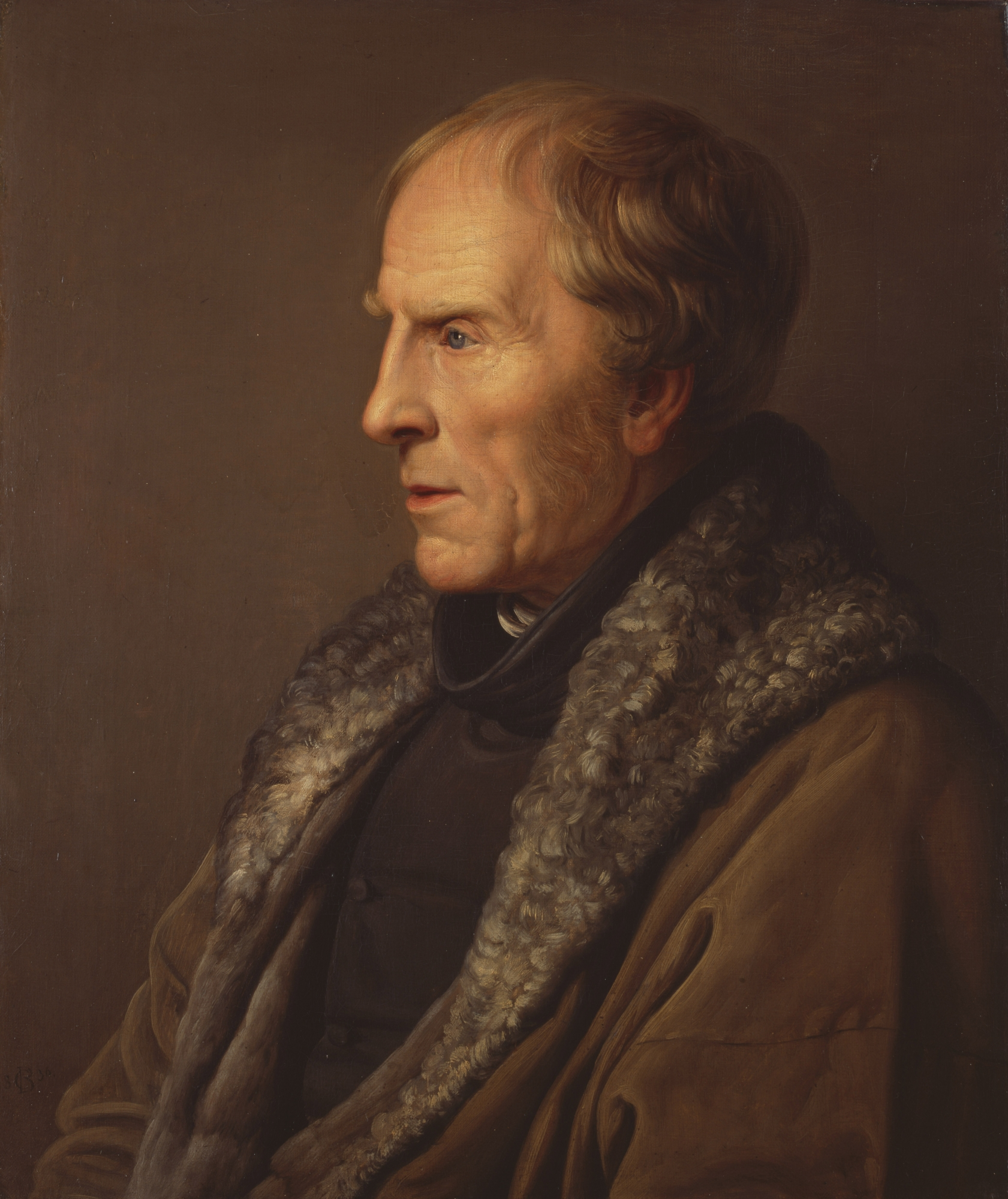
カスパー・ダーヴィト・フリードリヒ-画家
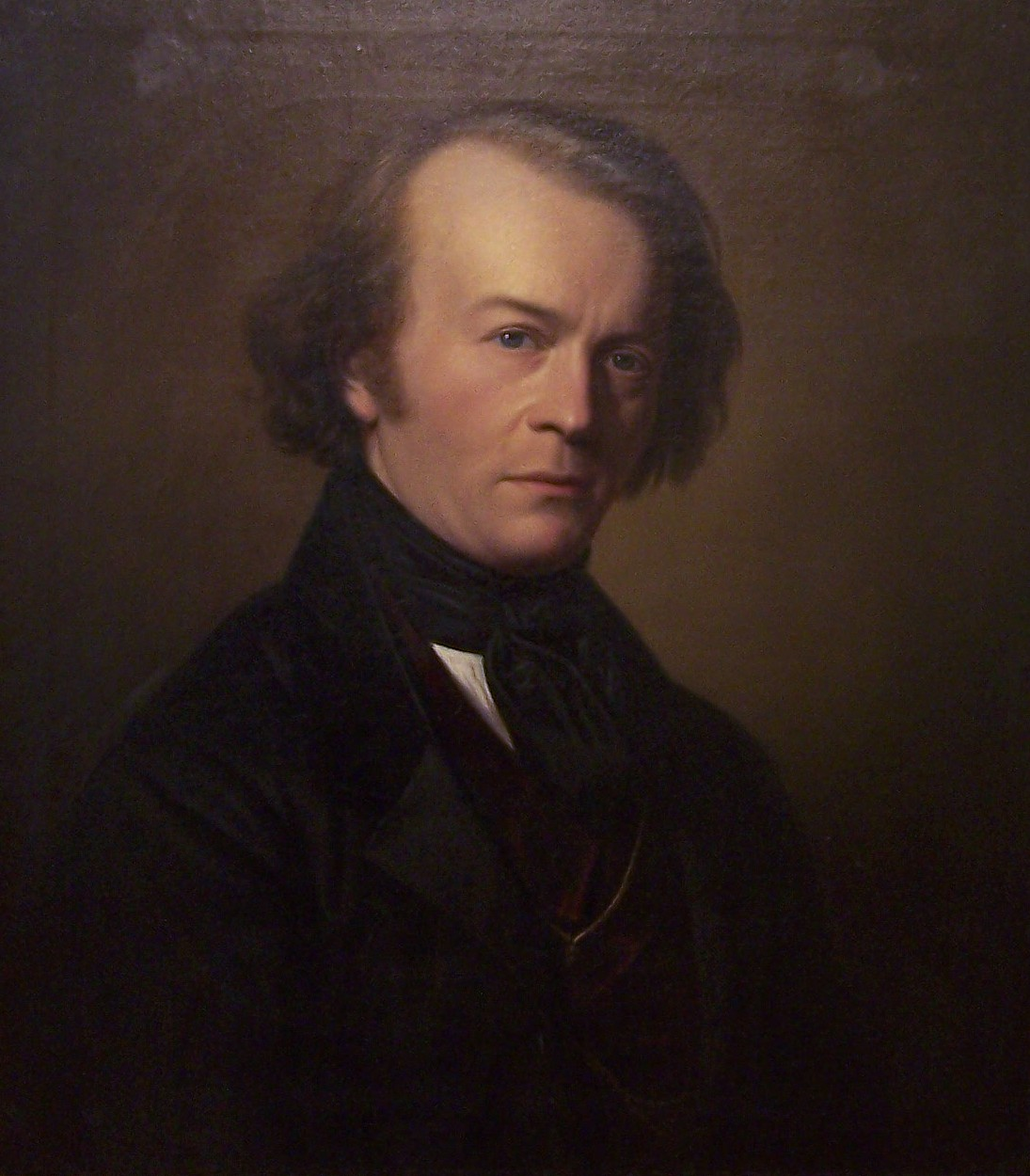
エルンスト・フェルディナント・エーメ-画家